# Kai A. Konrad

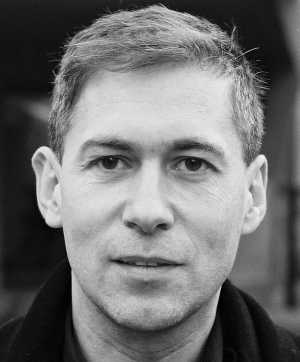
Kai A. Konrad

Kai A. Konrad (* 1961 in Heidelberg) ist ein deutscher Wirtschaftswissenschaftler. Er ist Direktor am Max-Planck-Institut für Steuerrecht und Öffentliche Finanzen. Seine Forschungsgebiete sind Finanzwissenschaft, Mikroökonomie und Neue Politische Ökonomie.

## Akademischer Lebenslauf
Kai Konrad wurde 1990 an der Ludwig-Maximilian-Universität in München promoviert (oec. publ.) und habilitierte sich (rer. pol. habil.) 1993, ebenfalls in München. Von 1994 bis 2009 war er Universitätsprofessor im Fachbereich der Wirtschaftswissenschaften der Freien Universität Berlin und von 2001 bis 2009 zudem Direktor der Abteilung für Marktprozesse und Governance am Wissenschaftszentrum Berlin für Sozialforschung (WZB). Außerdem lehrte und forschte er viele Jahre als Professor II an der Universität Bergen in Norwegen. Seit 2009 ist er wissenschaftliches Mitglied der Max-Planck-Gesellschaft, von 2009 bis 2010 als Direktor am Max-Planck-Institut für Geistiges Eigentum, Wettbewerbs- und Steuerrecht und seit 2011 als Direktor am Max-Planck-Institut für Steuerrecht und Öffentliche Finanzen. Außerdem ist er Honorarprofessor an der Freien Universität Berlin und an der Ludwig-Maximilians-Universität München.
Seit 1999 ist Konrad Mitglied des Wissenschaftlichen Beirates beim Bundesministerium der Finanzen, von 2007 bis 2010 auch als stellvertretender Vorsitzender und von 2011 bis 2014 als Vorsitzender.
Er ist Mitglied der Deutschen Akademie der Naturforscher Leopoldina, der Deutschen Akademie der Technikwissenschaften (acatech), der Berlin-Brandenburgischen Akademie der Wissenschaften, der Europäischen Akademie der Wissenschaften und Künste und der Academia Europaea. Daneben engagiert er sich in mehreren internationalen wissenschaftlichen Netzwerken (s. Mitgliedschaften und Aktivitäten).
Er war und ist Mitautor und -herausgeber verschiedener internationaler Zeitschriften in den Wirtschafts- und Politikwissenschaften (s. Herausgebertätigkeiten), so u. a. einer von zwei Gründungsherausgebern von Economics of Governance und von 2007 bis 2018 Co-Editor des Journal of Public Economics. Im Wissenschaftlichen Beirat der wirtschaftspolitischen Zeitschrift Wirtschaftsdienst ist Konrad seit 2011.

## Forschung
Kai Konrads Forschung befasst sich mit einer Vielzahl von Themen aus den Bereichen Wirtschaftswissenschaften, Finanzwissenschaften, Politikwissenschaft, theoretische Biologie und des Operations Research. In seinen wissenschaftlichen Forschungen widmete er sich u. a. dem zwischenstaatlichen Steuer- und Systemwettbewerb, der Europäischen Staatsschuldenkrise, energiepolitischen Fragen im Zusammenhang mit dem Klimawandel und dem Wettbewerb um ökonomischen oder sozialen Status.
Ein Thema, das ihn von Beginn seiner Karriere an beschäftigte, ist die Rolle des Strebens nach sozialem Status und Prestige für wirtschaftliches Handeln. In einer mit Amihai Glazer verfassten Arbeit untersuchte er, wie solche Präferenzen auf öffentlich beobachtbares Spendenverhalten wirken. In einer anderen frühen Arbeit untersuchte er die Auswirkungen solcher Präferenzen auf die gesamtwirtschaftliche Kapitalbildung: eine übermäßige Kapitalbildung und das Entstehen einer Klassengesellschaft, bestehend aus Kapitalisten und Arbeitern. Die Monographie mit dem Titel Strategy and Dynamics of Contests legt wichtige theoretische Grundlagen für die Analyse von Wettbewerb um hohen sozialen Status und von anderen Formen von Turnieren. Vor allem für diese „grundlegenden theoretischen Beiträge zur ökonomischen Analyse von Strategien in Turnieren mit Anwendungen in der Industrieökonomie wie auch in der politischen Ökonomie“ erhielt er 2023 die Ehrendoktorwürde der Universität Basel.
In der Diskussion um internationale Klimapolitik untersuchte er die Rolle einer Anpassung an den Klimawandel als Ergänzung oder Alternative zu Vermeidungsstrategien und machte pragmatische Vorschläge dazu, wie man dem unerwarteten und gefährlichen Nebeneffekt des „rush-to-burn“ begegnen kann, der im Zusammenhang mit einer Dekarbonisierung des Energiesektors droht.
Seit den frühen 2020er Jahren nimmt er die zunehmend antagonistische wirtschaftliche und politische Beziehung zwischen den USA und China in den Blick. Er zeigt mögliche Zukunftsszenarien auf und stellt die Frage, wie kleinere Länder oder auch die EU in dieser Auseinandersetzung sinnvoll handeln können.

## Wirken in der Öffentlichkeit
Kai A. Konrad hat über 150 Aufsätze in internationalen wirtschafts- und politikwissenschaftlichen Zeitschriften verfasst. Beim Handelsblatt Ökonomen-Ranking, das die Forschungsleistung von Ökonomen in Deutschland, Österreich und der deutschsprachigen Schweiz gemessen an der Qualität der Publikationen seit 2004 analysiert, erreichte er meist Plätze unter den ersten 10.
Zur europäischen Schuldenkrise publizierte er im Juni 2010 (gemeinsam mit Holger Zschäpitz) die erste populärwissenschaftliche Analyse, nur wenige Wochen nach der Unterzeichnung eines ersten Rettungspakets für Griechenland und Beschlüssen der Europäische Kommission, die letztendlich zur Bildung des Europäischen Stabilitätsmechanismus führten. Die beiden Autoren ziehen hier den Schluss, dass die Kombination von individuellen Entscheidungsrechten über die Verschuldung des eigenen Staatshaushalts mit der kollektiven Haftung innerhalb einer gemeinsamen Währung unvereinbar sei und identifizieren dies als den Hauptkonstruktionsfehler der Europäischen Währungsunion. Konrad plädiert für ein organisiertes Insolvenzverfahren für die einzelnen Mitgliedsstaaten und nennt dies die Einführung echter Eigenverantwortlichkeit der Nationalstaaten.
Er engagierte sich als wirtschaftspolitischer Berater bei Themen wie der Staatsverschuldung in Europa oder der föderalen Organisation Deutschlands. Im August 2013 prophezeite Konrad in einem Interview mit der deutschen Zeitung DIE WELT dem Euro eine unsichere, aber endliche Lebenserwartung. Er war auch Sachverständiger vor dem Bundesverfassungsgericht im Rahmen des Verfahrens zum OMT-Programm der Europäischen Zentralbank. 2021 untersuchte er (zusammen mit L. Arnemann und N. Potrafke) wie unterschiedlich Bürger und Experten aus den Euroländern die Rettungsmaßnahmen während der Eurokrise erinnern. Als Mitglied des Wissenschaftlichen Beirates beim Bundesministerium der Finanzen war er zudem externer Experte in der Föderalismusreformkommission II und hat die High Level Group on Own Resources („Monti-Gruppe“) der Europäischen Kommission beraten.

## Preise und Auszeichnungen
- 2000: Gossen-Preis des Vereins für Socialpolitik[27]
- 2016: Richard Musgrave Visiting Professorship der CESifo-Gruppe (Ifo Institut und Center for Economic Studies) und des IIPF[28]
- 2023: Ehrendoktorwürde der Wirtschaftswissenschaftlichen Fakultät der Universität Basel[29]

## Mitgliedschaften und Aktivitäten (Auswahl)
- Wissenschaftlicher Beirat des Bundesministeriums der Finanzen (seit 1999)[30], stellvertretender Vorsitzender (2007–2010), Vorsitzender (2011–2014)[31]
- Zentrum für Europäische Wirtschaftsforschung, Vorsitzender des Wissenschaftlichen Beirats (2017–2024), Mitglied des Wissenschaftlichen Beirats (2000–2024)[32]
- Wirtschaftsdienst, Mitglied im Wissenschaftlichen Beirat (seit 2011)
- Norwegian Center for Taxation (NoCeT) an der Norwegian School of Economics, Mitglied im Wissenschaftlichen Beirat (seit 2012)[33]
- Econwatch, Mitglied im Kuratorium (seit 2012)
- CEPR Research Fellow (seit 1994)[34]
- CESifo Research Network Fellow (seit 1999)[35]
- IZA Research Fellow (seit 1999)[36]
- Deutschen Akademie der Technikwissenschaften (acatech) (seit 2012)[37]
- Deutsche Akademie der Naturforscher Leopoldina (seit 2013)[38]
- Academia Europaea (seit 2013)[39]
- Mitglied der Berlin-Brandenburgischen Akademie der Wissenschaften (BBAW) (seit 2014)[40]
- Europäische Akademie der Wissenschaften und Künste (seit 2015)[41]
- Global Labor Organization (GLO) (seit 2017)[42]
- Center for Research in Economics, Management and the Arts (CREMA)[43]

## Herausgebertätigkeiten (Auswahl)
- Journal of Public Economics, Co-Editor (2007–2018)
- Economics of Governance, Founding Co-editor (2000–2007), Associate Editor (seit 2008)[44]
- Economic Policy, Senior Editor (2020–23), Managing Editor (1998–2000)
- German Economic Review, Board of Editors (seit 2012)
- World Tax Journal, Editorial Board (seit 2010)
- Journal of Conflict Resolution, Editorial Board (seit 2009)
- Journal of Population Economics, Associate Editor (seit 2001)

## Bücher (Auswahl)
- Schulden ohne Sühne? Was Europas Krise uns Bürger kostet (mit Holger Zschäpitz), Deutscher Taschenbuch Verlag 2012, aktualisierte Neuausgabe, ISBN 978-3-423-34733-4.
- Schulden ohne Sühne? Warum der Absturz der Staatsfinanzen uns alle trifft (mit Holger Zschäpitz), C. H. Beck 2010, ISBN 978-3-406-60688-5.
- Strategy and Dynamics in Contests, Oxford University Press 2009, ISBN 978-0-19-954960-3
- Risikoproduktivität und Besteuerung. München 1989 (Dissertation München 1990).